# Akademia Medycznych i Społecznych Nauk Stosowanych w Elblągu
Akademia Medycznych i Społecznych Nauk Stosowanych (AMiSNS), (dawniej Elbląska Uczelnia Humanistyczno-Ekonomiczna, EUH-E) – niepubliczna szkoła wyższa, która na początku funkcjonowała jako uczelnia zawodowa, a od lutego 2004 jako uczelnia akademicka, z prawem prowadzenia studiów magisterskich. Uczelnia dysponuje bazą dydaktyczno-materialną. Zatrudnia 26 profesorów oraz 18 doktorów habilitowanych.

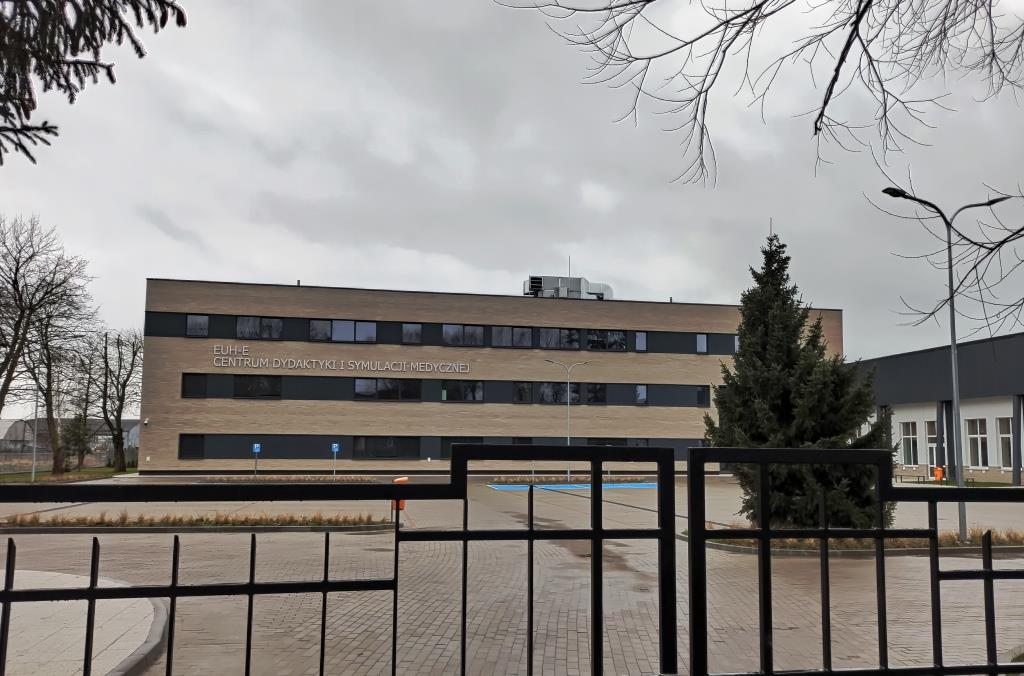
Centrum Dydaktyki i Symulacji Medycznej (otworzone w 2019)

Działalność studencka obejmuje koła naukowe, chór akademicki, parlament studencki itp. Działalność naukowa obejmuje organizację różnych przedsięwzięć naukowych, takich jak konferencje czy sympozja. Uczelnia wydaje również publikacje naukowe, dydaktyczne, popularnonaukowe i popularyzatorskie (np. książki o Elblągu) oraz serię „Acta Elbingensia”.

## Wydziały i kierunki kształcenia
Uczelnia daje możliwość podjęcia nauki na ośmiu kierunkach pierwszego i drugiego stopnia, a także na jednolitych studiach magisterskich oraz studiach podyplomowych prowadzonych w ramach trzech wydziałów.
- Wydział Administracji i Nauk Społecznych
  - Administracja
  - Bezpieczeństwo wewnętrzne
  - Pedagogika
  - Zarządzanie
  - Psychologia

- Wydział Nauk o Zdrowiu
  - Pielęgniarstwo
  - Położnictwo
  - Ratownictwo medyczne
  - Kosmetologia

- Wydział Lekarski
  - Lekarski
  - Fizjoterapia

## Władze
- Założyciel – dr Zdzisław Dubiella
- Rektor – dr Magdalena Dubiella-Polakowska
  - Prorektor ds. studenckich i kształcenia medycznego – dr hab. n. med. Beata Januszko-Giergielewicz
  - Prorektor ds. nauki – dr hab. n. med. Karol Połom
  - Prorektor ds. kształcenia i organizacji – dr Maciej Bogusławski

- Dziekan Wydziału Administracji i Nauk Społecznych – dr Piotr Kulikowski
- Dziekan Wydziału Nauk o Zdrowiu – dr n. o zdr. Magdalena Tomczyk
- Dziekan Wydziału Lekarskiego – dr n. med. Jacek Perliński

## Struktura Uczelni
Akademia Medycznych i Społecznych Nauk Stosowanych jest uczelnią trzywydziałową, których pracownicy odpowiadają za kształcenie w poszczególnych obszarach naukowych.
- Wydział Administracji i Nauk Społecznych[1]
- Wydział Nauk o Zdrowiu[2]
- Wydział Lekarski